# Sistem cristalin hexagonal

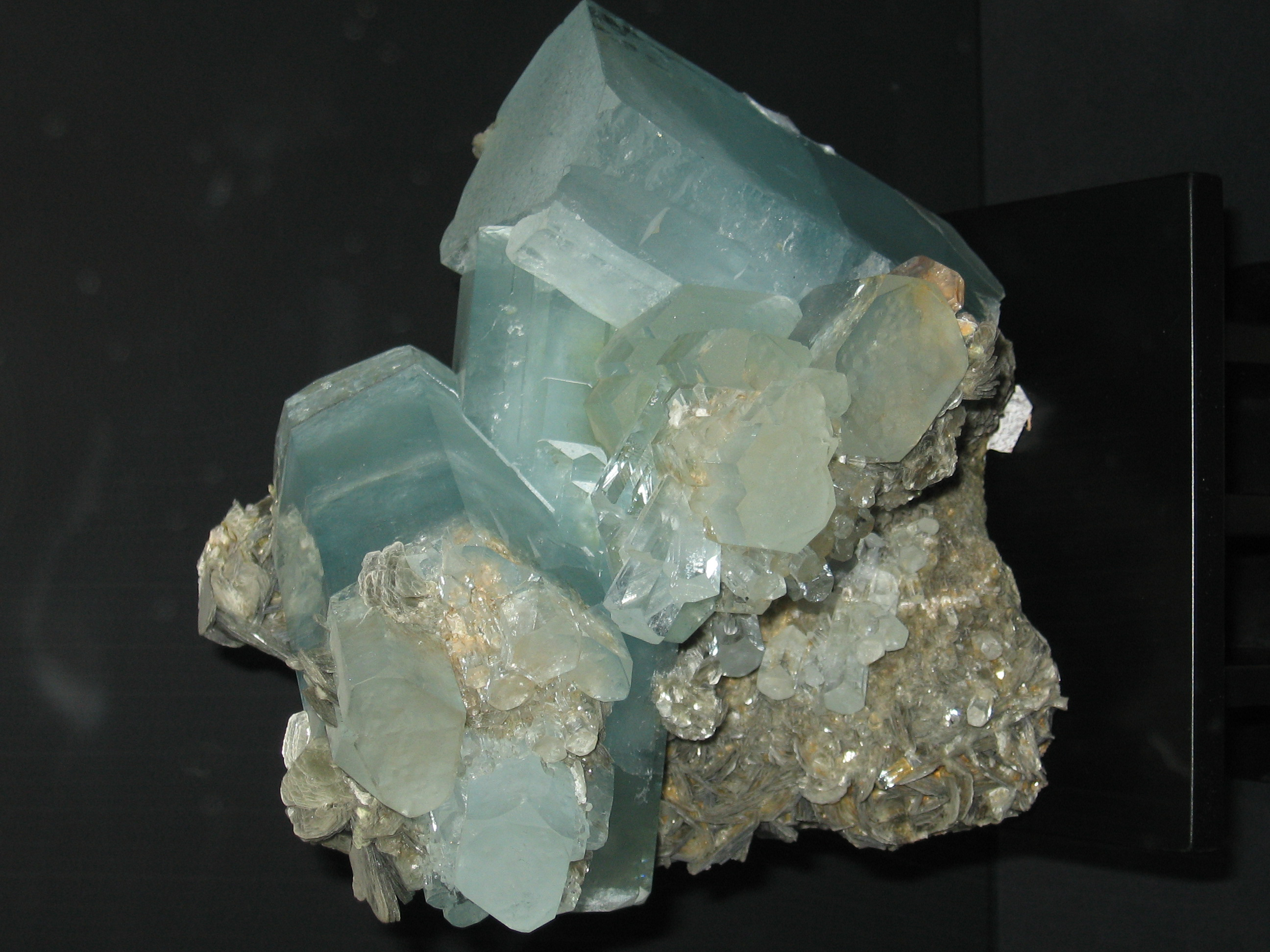
Un exemplu de mineral ce cristalizează în sistemul hexagonal este berilul

În cristalografie, sistemul cristalin hexagonal este un sistem cristalin al cărui celulă elementară este formată din patru axe, dintre care trei la 60°, în același plan, iar a patra perpendiculară pe acest plan. Interceptele de pe axele coplanare sunt egale, iar cel de pe a patra axă este diferit. Altfel spus, are celula elementară în formă de prismă rombică (cu axele a și a) și cu o înălțime (c), astfel încât a poate sau nu să fie egal cu c.

## Tipuri

### Rețele Bravais
| Rețea Bravais                | Hexagonal           | Romboedric           |
| Simbol Pearson               | hP                  | hR                   |
| ---------------------------- | ------------------- | -------------------- |
| Celulă elementară hexagonală | Hexagonal, primitiv | Hexagonal, R-centrat |

### Clase cristaline
Cristalele din sistemul hexagonal se clasifică în alte șapte clase cristaline:
- Trigonal-dipiramidal
- Piramidal
- Dipiramidal
- Ditrigonal-dipiramidal
- Dihexagonal-piramidal
- Trapezoidal
- Dihexagonal-dipiramidal

## Exemple
Minerale care cristalizează în sistemul hexagonal sunt: berilul, cuarțul, apatitul, vanadinitul, etc.